# Proteïnes de membrana

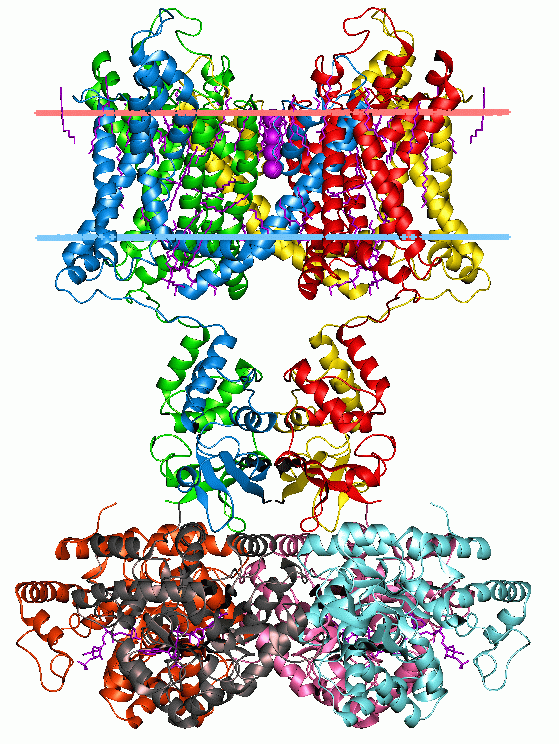
Estructura cristal·lina de canal potàssic Kv1.2/2.1 quimera. Els límits d'hidrocarbur calculat de la bicapa lipidíca estan marcats pels punts vermells i blaus

Les proteïnes de membrana són proteïnes que interaccionen amb membranes biològiques. Són l'objectiu de més del 50% de tots els fàrmacs medicinals moderns. Es calcula que entre un 20–30% de tots els gens de molts genomes codifiquen proteïnes de membrana.

## Funció
Les proteïnes de membrana executen una varietat de funcions vitals per a la supervivència d'organismes:
- Les proteïnes receptores de membrana mantenen comunicació entre els entorns interns i externs de la cèl·lula .
- Les proteïnes de transport mouen molècules i ions a través de la membrana. Estan categoritzades segons la base de dades classificatòria de les proteïnes de transport (TCDB en anglés).
- Els enzims de membrana poden tenir diverses activitats, com l'oxidoreductasa, transferasa o hidrolasa.
- Les molècules d'adhesió cel·lulars permeten a les cèl·lules identificar-se entre elles i interaccionar. Per exemple les proteïnes que intervenen en la resposta immunitària.

## Topologia
La topologia d'una proteïna de membrana integral descriu el nombre de segments transmembrànics, així com l'orientació en la membrana. Les proteïnes de membrana tenen diverses topologies:
Una classificació lleugerament diferent permet dividir totes proteïnes de membrana entre: integral i amfitròpica. Les amfitròpiques són proteïnes que poden existir en dos estats alternatius: com a soluble en aigua i com a lípid bicapa unit. La categoria amfitròpica de proteïnes inclou toxines polipeptídiques en forma de canal soluble en agua, que estan associades irreversiblement amb les membranes, però exclou les proteïnes perifèriques que interaccionen amb altres proteïnes de membrana més que amb els lípid bicapa.

### Proteïnes de membrana integral

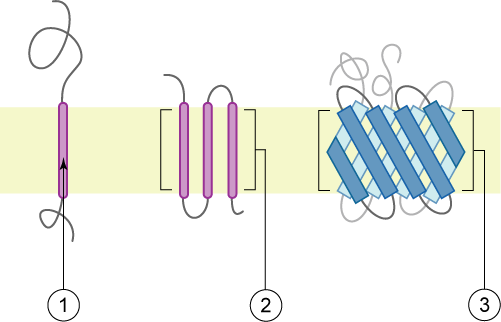
Representació esquemàtica de proteïnes transmembranes:
1. transmembrana simple α-helix (proteïna de membrana bitòpica)
2. Una proteïna politòpica transmembrana α-helical
3. Una proteïna politòpica transmembrana β-full. La membrana és representada en color marró

Les proteïnes integrals de membrana estan permanentment adherides a la membrana. Poden ser separades de les membranes biològiques només utilitzant detergents, dissolvents, o de vegades amb agents desnaturalitzants. Poden classificar-se segons la seva relació amb la bicapa:
- Proteïnes politòpiques integrals, també conegudes tan "proteïnes transmembrana" són proteïnes de membrana integral que van giravoltant a través de la membrana com a mínim una vegada. Tenen una d'aquestes dues estructures terciàries:
  - Proteïnes helix, presents en tots tipus de membranes biològiques;
  - Proteïnes de barril beta, les quals es troben només en la membrana exterior dels bacteris gramnegatius, en membranes cel·lulars riques en lípids dels bacteris grampositius, i en membrana bacteriana externa de mitocondris i cloroplastos.
- Proteïnes integrals monotopíques les quals es troben subjectades només a un costat de la membrana i no la rodegen.

### Proteïnes de membrana perifèrica

Representació esquemàtica dels diferents tipus d'interacció entre proteïnes de membrana monotòpiques i la membrana de cèl·lula:
1. Interacció per un amfipatic α-helix paral·lel al pla de la membrana
2. Interacció per un bucle hidròfob
3. Interacció per lípids de membrana units covalentment (lipidació)
4. Interaccions electroestàtiques o iòniques amb lípids de membrana (p. ex. a través d'un ió de calci)

Proteïnes perifèriques de membrana estan temporalment subjectades, bé a la bicapa lipídica o bé a proteïnes integrals per una combinació hidròfoba, electroestàtica, i altres interaccions no covalents. Les proteïnes perifèriques dissocien el tractament següent amb un reactiu polar, com una solució amb un pH elevat o amb concentracions de sal alta.
Les proteïnes integrals i perifèriques poden ser modificades post-translació, amb àcid gras afegit o cadenes de prenil, o GPI (Glicosilfosfatidilinositol), els quals poden ser ancorats en la bicapa lipídica.

### Toxines de polipèptid
Les toxines de polipèptid i molts pèptids antimicrobians, com colicines o hemolisines, i certes proteïnes implicades en l'apoptosi, són sovint considerades en una categoria separada. Aquestes proteïnes són solubles en aigua però poden agregar-se i associar-se de forma irreversible amb la bicapa lipídica i esdevenir associada amb la membrana de forma reversible o irreversible .

## Estructura 3D

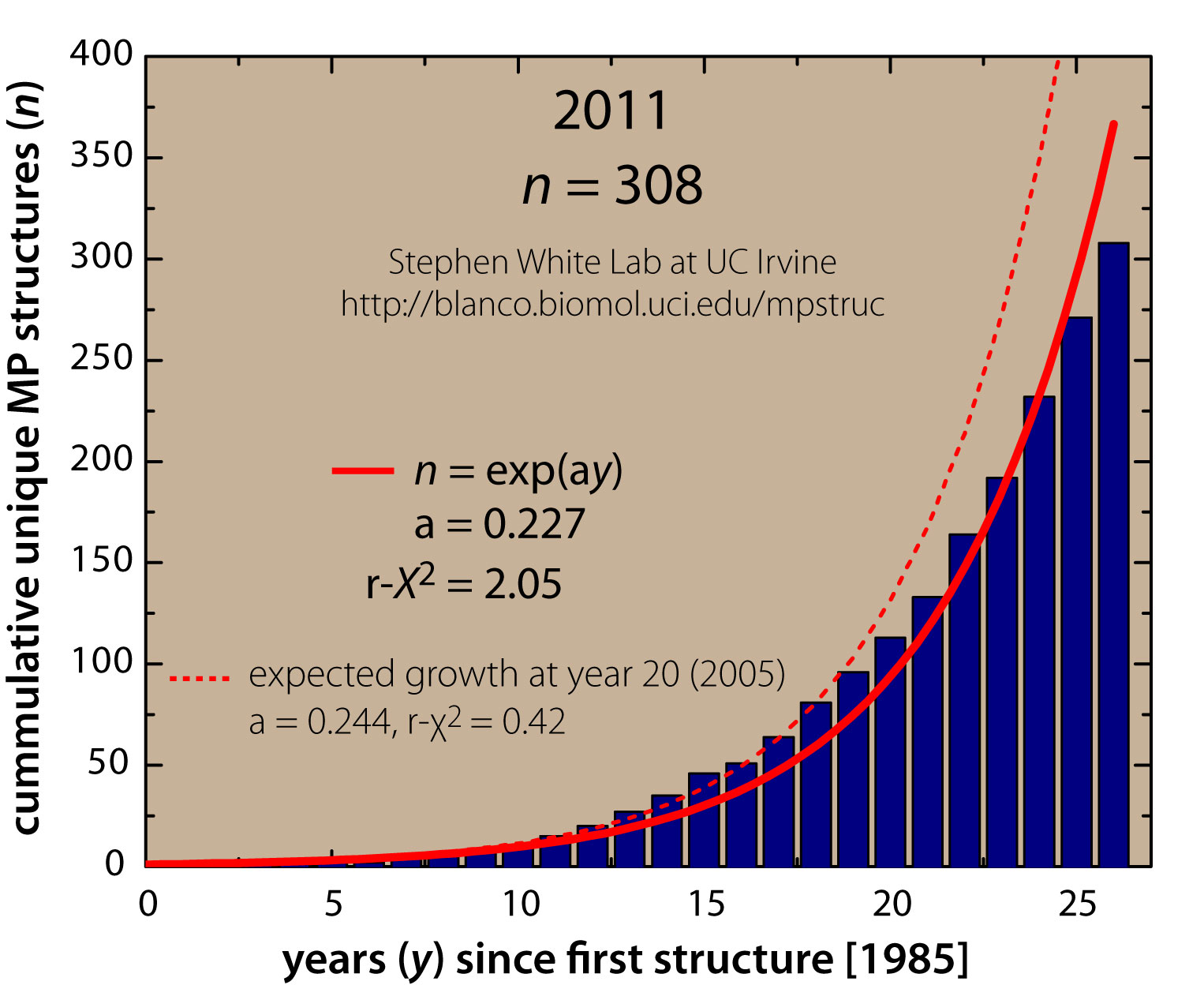
L'augment del nombre d'estructures 3D de proteïnes de membrana conegudes

Les estructures terciàries més comunes són hèlix i les barril beta. El grup de proteïnes de membrana que estan subjectades a la bicapa lipídica està només basada en aminoàcids hidròfobs. Això es fa perquè els enllaços peptídics de carbonil i amina reaccionaran entre si en lloc de fer-ho amb l'hidrofòbic circumdant. El grup que no està tocant la bicapa lipídica i sobresurt de la membrana de cèl·lula està format normalment per aminoàcids hidròfils.
Les proteïnes de membrana tenen superfícies hidròfobes, és relativament flexible i és expressat a relativament nivells baixos. Això crea dificultats dins obtenint prou proteïna i llavors creixent cristalls. Per això, malgrat la importància funcional significativa de proteïnes de membrana, determinant estructures de resolució atòmica per aquestes proteïnes és més difícils que proteïnes globulars. Fins a gener de 2013 menys del 0,1% de les estructures de proteïna conegudes eren proteïnes de membrana malgrat ser 20-30% del total del proteoma.